# John Whitehill
John Whitehill (* 11. Dezember 1729 in Salisbury, Lancaster County, Province of Pennsylvania; † 16. September 1815 ebenda) war ein US-amerikanischer Politiker. Zwischen 1803 und 1807 vertrat er den Bundesstaat Pennsylvania im US-Repräsentantenhaus.

## Werdegang
John Whitehill wuchs während der britischen Kolonialzeit auf und besuchte die öffentlichen Schulen seiner Heimat. Nach einem anschließenden Jurastudium und seiner Zulassung als Rechtsanwalt begann er im Lancaster County in diesem Beruf zu arbeiten. Dort wurde er 1777 auch Friedensrichter und Richter am Vormundschaftsgericht. In den 1770er Jahren schloss er sich der amerikanischen Revolution an. Während des Unabhängigkeitskrieges diente er zeitweise in der Staatsmiliz von Pennsylvania. Außerdem bekleidete er dort weitere lokale Ämter. Zwischen 1780 und 1782 sowie nochmals im Jahr 1793 war Whitehill Abgeordneter im Repräsentantenhaus von Pennsylvania. Im Jahr 1787 war er Delegierter auf der Versammlung, die für den Staat Pennsylvania die Verfassung der Vereinigten Staaten ratifizierte. Dabei sprach er sich gegen die Annahme der neuen Bundesverfassung aus. 1791 wurde er Richter im Lancaster County. Politisch wurde er Mitglied der Ende der 1790er Jahre von Thomas Jefferson gegründeten Demokratisch-Republikanischen Partei.
Bei den Kongresswahlen des Jahres 1802 wurde Whitehill im dritten Wahlbezirk von Pennsylvania in das US-Repräsentantenhaus in Washington, D.C. gewählt, wo er am 4. März 1803 die Nachfolge von Joseph Hemphill antrat. Nach einer Wiederwahl konnte er bis zum 3. März 1807 zwei Legislaturperioden im Kongress absolvieren. Während seiner Zeit als Kongressabgeordneter wurde im Jahr 1803 durch den von Präsident Jefferson getätigten Louisiana Purchase das Staatsgebiet der Vereinigten Staaten beträchtlich erweitert. Im Jahr 1804 wurde der zwölfte Verfassungszusatz ratifiziert.
Nach dem Ende seiner Zeit im US-Repräsentantenhaus ist John Whitehill politisch nicht mehr in Erscheinung getreten. Er starb am 16. September 1815 in Salisbury. Sein jüngerer Bruder Robert (1738–1813) und sein Sohn James (1762–1822) wurden ebenfalls Kongressabgeordnete.